# SINUMERIK

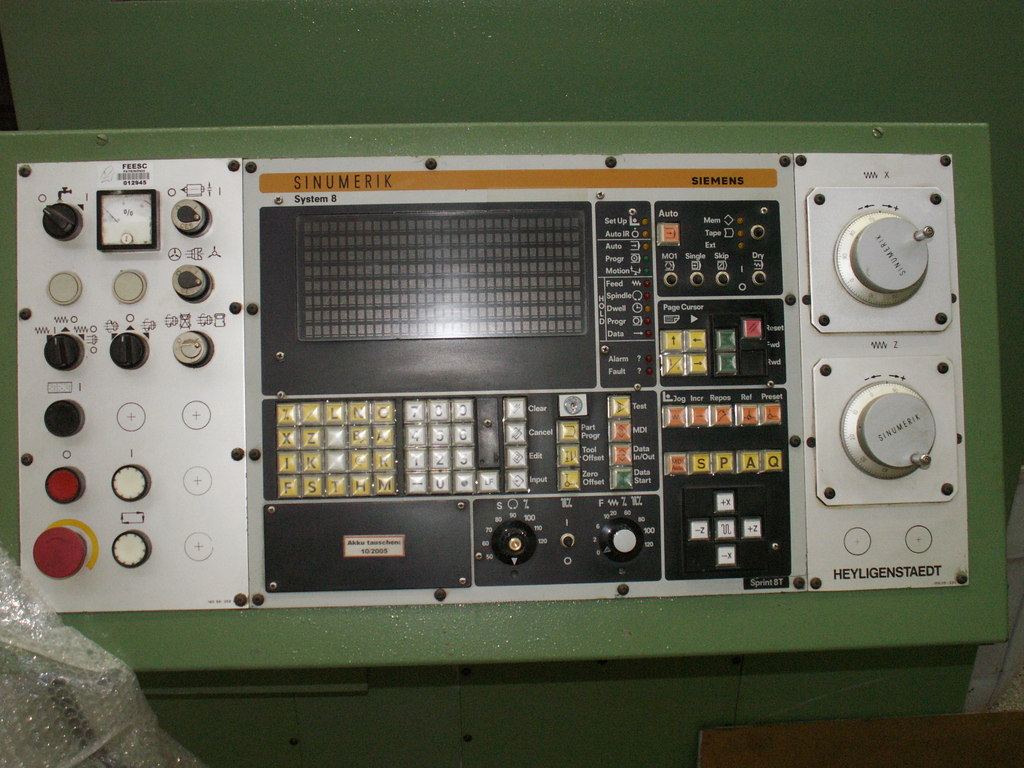
Panel operatorski Sinumerik System 8 z roku 1980

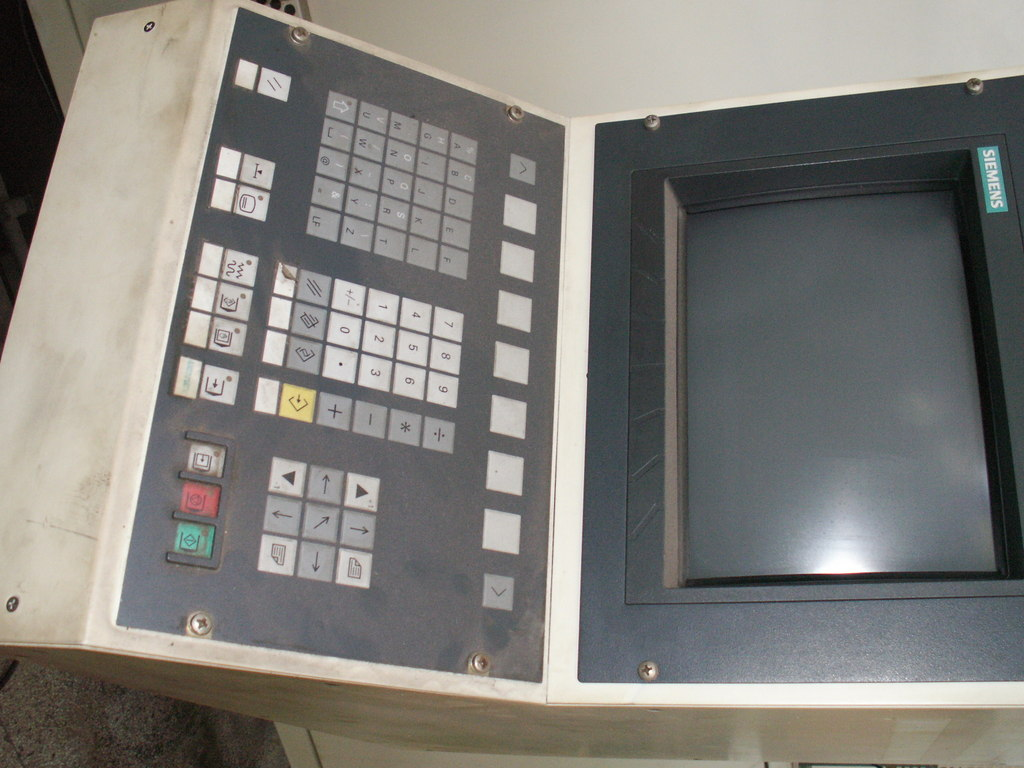
Panel operatorski Sinumerik z wyświetlaczem

SINUMERIK – platforma sprzętowa firmy Siemens sterująca obrabiarkami CNC różnych gałęzi przemysłu i technologii. W zależności od przeznaczenia i wyposażenia obrabiarek obecnie używane są: SINUMERIK 802D sl; SINUMERIK 828D sl i 840D sl oraz SINUMERIK 828D Basic. Współpracując z HMI, CNC oraz PLC komunikują się poprzez złącze przemysłowe ETHERNET, PROFINET, PROFIBUS-DP.

## Historia
| Rok       | Opis |
| --------- | --- |
| 1960 1964 | Pierwszy przemysłowy system sterowania NC (Numeryczne sterowanie) firmy Siemens wchodzi na rynek. System ten bazował na przekaźnikach. |
| 1964      | System sterowania numerycznego stworzony przez firmę Siemens otrzymuje nazwę Sinumerik. |
| 1965 1972 | Siemens rozwija system bazujący na tranzystorach, sterujący tokarkami, frezarkami i szlifierkami. |
| 1973 1981 | System Sinumerik zostaje wyposażony w minikomputer, potem również w mikrokontroler oraz sterownik programowalny PLC. |
| 1973      | Sinumerik 500c – pierwszy system sterowania wyposażony w komputer. |
| 1976      | Sinumerik System 7 – pierwszy system wyposażony w mikroprocesor. System ten używał technologii DNC (distributed numerical control) pozwalającej na połączenie maszyn w sieć komputerową. Ulepszona wersja System 7 sprint pozwalała na programowanie konturów.                                                                                 |
| 1979      | Sinumerik System 8 pierwszy wyposażony w sterownik plc, oraz Sinumerik Primo – kompaktowy sterownik CNC. |
| 1981      | Sinumerik System 3. |
| 1982 1983 | Pierwszy system sterowania maszynami CNC wyposażony w monitor,funkcje graficzne i w sterowanie elektroniczne. |
| 1984 1994 | Siemens prezentuje rodzinę sterowników Sinumerik 800 wyposażoną w panel operatorski (HMI). Pierwszym produktem z tej rodziny były Sinumerik 810T/M i 820T/M. W późniejszych latach firma zaprezentowała sterowniki Sinumerik 850 i 880 o modularnej budowie, co umożliwiało ich późniejszą rozbudowę.                                          |
| 1994      | Zaprezentowano sterownik Siemens 840D. |
| 1996 2002 | Zaprezentowano technologie Safety Integrated której celem jest zapewnienie bezpieczeństwa operatorowi maszyny i uniknięcie uszkodzenia maszyny. Wprowadzono na rynek programy ShopMill i ShopTurn, pozwalające na graficzne programowanie maszyny. Przyspieszyło to programowanie maszyn, skracając czas potrzebny na przeszkolenie operatora. |
| 2001 2004 | Zaprezentowano innowacje polegające na możliwości wirtualnej symulacji procesu, zdalnego monitorowania i diagnozowania maszyny. |
| 2005      | Nowa generacja sterowników firmy Siemens oparta na systemie napędowym Sinamics S120. Najważniejszą innowacją było wprowadzenie interfejsu Ethernet/Profinet ułatwiającego integrację maszyn w grupy. Pierwszymi sterownikami tej rodziny były Sinumerik 840D sl, oraz 802D sl.                                                                 |
| 2009      | Powstaje system Sinumerik 828D zdolny do sterowania tokarkami i frezarkami posiadającymi do 8 osi. |
| 2012      | Powstaje system Sinumerik 808D zdolny do sterowania tokarkami i frezarkami 3 osiowymi. |

## Komponenty
SINUMERIK ma budowę modułową i składa się z komponentów:

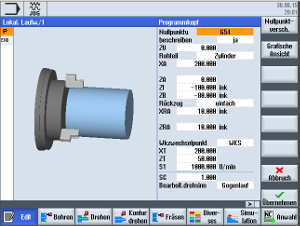
System Sinumerik z zainstalowanym programem ShopTurn

- SINUMERIK PCU – jednostka NC, zintegrowana z komputerem przemysłowym o różnych wydajnościach,

- panel operatorski,
- podzespoły obsługi: pulpit sterujący maszyną, ręczny pulpit do obsługi, służący też jako klawiatura.

## Rodzinę tworzą
- SINUMERIK 802D sl – sterowanie CNC, w którym zintegrowano NC, PLC oraz HMI. Panel posiada 5 osi, dlatego też stosowany jest w standardowych tokarkach i frezarkach, szlifierkach oraz wycinarkach. Programowalny za pomocą kodów DIN z elementami wsparcia programowania (m.in. cykle, kalkulator konturu), programowanie krokowe ShopMill/ShopTurn.
- SINUMERIK 828D – sterowanie pulpitowe dla pionowych i prostych, poziomych frezarskich centrów obróbczych, które najczęściej stanowią wyposażenie w produkcji warsztatowej lub wykorzystując funkcję sterowania ruchem Advanced Surface, może znaleźć swoje zastosowanie w produkcji form i narzędzi. Steruje do 8 osi/wrzecion w jednym kanale obróbki. System stworzony w dwóch wariantach wydajności. SINUMERIK 828D posiada: kolorowy wyświetlacz 10.4” TFT, pełną klawiatura QUERTY, USB, Ethernet, bezobsługową pracę systemu operacyjnego, bez baterii, wentylatora i dysku twardego. Pracuje w technologii 80-bitowej NANO, steruje obróbką powierzchni detalu Advanced Surfach z możliwością graficznego programowania CNC i programowania według kodów DIN. Kontrola produkcji następuje za pomocą wiadomości tekstowych SMS

- SINUMERIK 828D Basic – wraz z napędem SINAMICS S120 Combi to system dla kompaktowych, nowoczesnych obrabiarek CNC. Cechuje go bezstratna wymiana danych z NX CAM, obróbka z 80-bitową dokładnością (NANO FP). SINUMERIK 828D Basic składa się z wyświetlacza 8.4”, klawiatury CNC (QWERTY), komponentów elektronicznych oraz interfejsu SINUMERIK OPERATE. Obsługuje do 5 osi/wrzecion.
- SINUMERIK 840D sl – sterownik CNC, skomunikowany z napędami SINAMICS S120 poprzez DRIVE-CLIQ (połączone z HUB). Posiada zintegrowane podzespoły sterowania numerycznego CNC oraz PLC. Obsługuje i reguluje 6 obwodów pomiarowych CNC, na tokarce steruje do 8osi/wrzecion, może obsługiwać do 31 osi/wrzecion w 10 kanałach obróbki. Dokładność obróbki wynosi 80 bitów w technologii NANO z kompensacją wolumetryczną VCS Plus. Obszar zastosowanie to: toczenie, frezowanie, szlifowanie, obróbka laserowa, wycinanie lub wykrawanie.
- SINUMERIK 840Di sl – sterownik numeryczny oparty na komputerze przemysłowym z zintegrowanymi funkcjami PLC oraz złączem do podłączenia napędów. Znajduje zastosowanie w obrabiarkach, urządzeniach specjalnych, elementach obsługi i przy modernizacjach maszyn, a w szczególności w aplikacjach, które wymagają zintegrowania funkcji sterowania NC na komputerze. SINUMERIK 840Si sl umożliwia sterowanie nawet dwudziestoma osiami. Komunikacja odbywa się poprzez interfejs USB lub przemysłowy Ethernet, PROFINET i PROFIBUS-DP.
- SINAMICS S120 – system napędowy o konstrukcji modułowej do zastosowań w budowie maszyn i urządzeń przemysłowych. Komunikacja poprzez sieci DRIVE-CLIQ, PROFIBUS-DP oraz PROFINET. Zakres mocy i napięcia systemu to 12-250 kW przy napięciu zasilania 1AC 230 V, 3AC 380-480 V

## Sinutrain for Sinumerik.
Program pozwala na emulacje pracy maszyny z systemem Sinumerik. Dzięki temu możliwe jest pisanie programów i ich symulacja bez bezpośredniego dostępu do maszyny. Program ten wykorzystywany jest również w celach edukacyjnych. Działa na platformie Windows.